# 連聲海

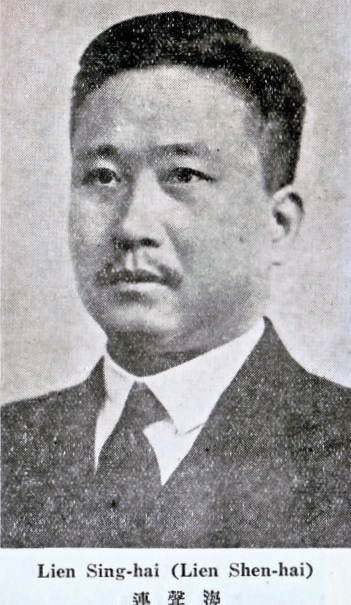
《中国名人录（第四版）》中的連聲海照片

連聲海（1885年—1947年9月），字声海，本名不详，以字行，广東省广州府順德县人，中華民国政治人物。上海法政學校畢業，後留學日本早稻田大學政治經濟科。歷任中華民國軍政府印鑄局局長、孫中山大元帥府秘書、廣州國民政府交通部秘書長、廣州國民政府委員會秘書長、署理鐵道部部長和立法院立法委員等。1947年去世，同年國民政府明令褒揚。

## 生平

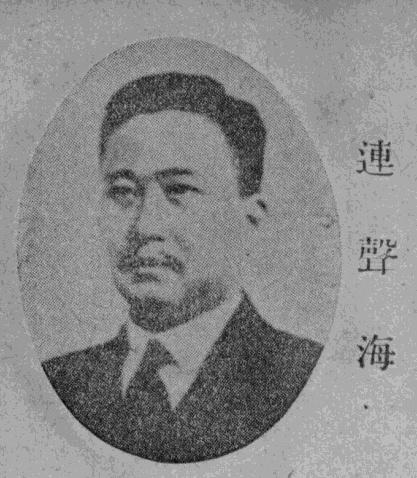
《民国名人图鉴》中的連聲海照片

連聲海自上海法政学校毕业後，赴日本留学，入早稻田大学政治经济科。留日期间加入同盟会。1913年起在孙中山身边供、职。1915年（民国4年）12月，被任命为中華革命党广東支部总務科科長。1917年（民国6年）归国，同年11月任護法軍政府印鋳局局長と。軍政府改組后，调任大理院刑庭書記官長。1923年（民国12年）3月，任广東孫中山大元帥府秘書。1925年（民国14年）9月，任广東省政府秘書处主任。1926年（民国15年）1月，任广东省政府秘書長。
1926年11月，被任命為廣州國民政府交通部秘書長。1927年（民國16年）3月，任廣州國民政府委員會秘書長，4月任武漢國民政府交通部秘書長。1927年10月至1928年10月擔任國民黨中央特別委員會秘書長。1928年（民國17年）10月，任國民政府鐵道部政務次長。1931年（民國20年）6月，署理鐵道部部長。9月，任全國經濟委員會委員（委員長蔣中正）。1935年（民國24年）1月，任第四屆立法院立法委員。後擔任中央政治委員會交通專門委員會委員。1939年1月因病移居澳門，辭免委員職務。1941年復任立法委員，於1947年（民國36年）連聲海逝世。享年63歲。
工书法、篆刻。著有《铁道概论》、《金石粹言》。。